# Населення Сінт-Мартену
Населення Сінт-Мартену. Чисельність населення країни 2015 року становила 40,9 тис. осіб (213-те місце у світі). Чисельність остров'ян стабільно збільшується, народжуваність 2015 року становила 13 ‰ (153-тє місце у світі), смертність — 4,51 ‰ (202-ге місце у світі), природний приріст — 1,51 % (80-те місце у світі) . 

## Природний рух

### Відтворення
Народжуваність у Сінт-Мартені, оцінка 2014 року, дорівнює 13 ‰ (153-тє місце у світі). Коефіцієнт потенційної народжуваності 2014 року становив 2,09 дитини на одну жінку (108-ме місце у світі).
Смертність у Сінт-Мартені 2013 року становила 4,51 ‰ (202-ге місце у світі).
Природний приріст населення в країні 2013 року становив 1,51 % (80-те місце у світі).

### Вікова структура

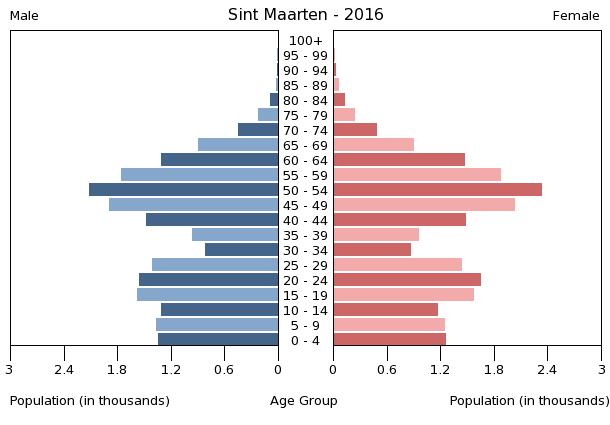
Віково-статева піраміда населення Сінт-Мартену, 2016 рік

Середній вік населення Сінт-Мартену становить 40,7 року (43-тє місце у світі): для чоловіків — 39,8, для жінок — 41,7 року. Очікувана середня тривалість життя 2014 року становила 77,61 року (67-ме місце у світі), для чоловіків — 75,34 року, для жінок — 79,99 року.
Вікова структура населення Сінт-Мартену, станом на 2013 рік, мала такий вигляд:
- діти віком до 14 років — 19,7 % (3 986 чоловіків, 3704 жінки);
- молодь віком 15—24 роки — 16,3 % (3 130 чоловіків, 3253 жінки);
- дорослі віком 25—54 роки — 45,3 % (8 626 чоловіків, 9077 жінок);
- особи передпохилого віку (55—64 роки) — 12,9 % (2448 чоловіків, 2596 жінок);
- особи похилого віку (65 років і старіші) — 5,8 % (1087 чоловіків, 1181 жінка)[1].

## Розселення
Густота населення країни 2015 року становила 1139,6 особи/км² (11-те місце у світі). Найбільш населена частина країни Ловер-Принс-Квотер, на північ від Філіпсбурга.

### Урбанізація
Сінт-Мартен надзвичайно урбанізована країна. Рівень урбанізованості становить 100 % населення країни (станом на 2015 рік), темпи зростання частки міського населення — 1,97 % (оцінка тренду за 2010—2015 роки).
Головні міста країни: Філіпсбург (столиця) — 1327 мешканців (дані за 2012 рік), Ловер-Принс-Квотер — 8123 мешканця. 

### Міграції
Річний рівень імміграції 2014 року становив 6,63 ‰ (18-те місце у світі). Цей показник не враховує різниці між законними і незаконними мігрантами, між біженцями, трудовими мігрантами та іншими.

## Расово-етнічний склад
| Етнічний склад (2006 рік) | Етнічний склад (2006 рік) | Етнічний склад (2006 рік) | Етнічний склад (2006 рік) | Етнічний склад (2006 рік) |
| ------------------------- | ------------------------- | ------------------------- | ------------------------- | ------------------------- |
| Етнос:                    |                           |                           | Відсоток:                 |                           |
| голландці                 | голландці                 |                           | 100%                      | 100%                      |

Головні етноси країни: голландці — 100 % населення (оціночні дані за 2006).

## Мови
| Мови Сінт-Мартену (2002 рік) | Мови Сінт-Мартену (2002 рік) | Мови Сінт-Мартену (2002 рік) | Мови Сінт-Мартену (2002 рік) | Мови Сінт-Мартену (2002 рік) |
| ---------------------------- | ---------------------------- | ---------------------------- | ---------------------------- | ---------------------------- |
| Мова:                        |                              |                              | Відсоток:                    |                              |
| англійська                   | англійська                   |                              | 67.5%                        | 67.5%                        |
| голландська                  | голландська                  |                              | 4.2%                         | 4.2%                         |
| іспанська                    | іспанська                    |                              | 12.9%                        | 12.9%                        |
| креольська                   | креольська                   |                              | 8.2%                         | 8.2%                         |
| пап'яменто                   | пап'яменто                   |                              | 2.2%                         | 2.2%                         |
| французька                   | французька                   |                              | 1.5%                         | 1.5%                         |
| інші                         | інші                         |                              | 3.5%                         | 3.5%                         |

Офіційна мова: англійська — 67,5 %, голландська — 4,2 %. Інші поширені мови: іспанська — 12,9 %, креольська — 8,2 %, пап'яменто — 2,2 %, французька — 1,5 %, інші мови — 3,5 % (перепис 2001 року).

## Релігії
| Релігії в Сінт-Мартені (2012 рік) | Релігії в Сінт-Мартені (2012 рік) | Релігії в Сінт-Мартені (2012 рік) | Релігії в Сінт-Мартені (2012 рік) | Релігії в Сінт-Мартені (2012 рік) |
| --------------------------------- | --------------------------------- | --------------------------------- | --------------------------------- | --------------------------------- |
| Віросповідання:                   |                                   |                                   | Відсоток:                         |                                   |
| протестанти                       | протестанти                       |                                   | 41.9%                             | 41.9%                             |
| католики                          | католики                          |                                   | 33.1%                             | 33.1%                             |
| індуїсти                          | індуїсти                          |                                   | 5.2%                              | 5.2%                              |
| християни                         | християни                         |                                   | 5.5%                              | 5.5%                              |
| свідки Єгови                      | свідки Єгови                      |                                   | 1.7%                              | 1.7%                              |
| інші                              | інші                              |                                   | 3.5%                              | 3.5%                              |
| растамани                         | растамани                         |                                   | 1.3%                              | 1.3%                              |
| атеїсти                           | атеїсти                           |                                   | 7.9%                              | 7.9%                              |

Головні релігії й вірування, які сповідує, і конфесії та церковні організації, до яких відносить себе населення країни: протестантизм — 41,9 % (п'ятидесятництво — 14,7 %, методизм — 10,0 %, адвентизм — 6,6 %, баптизм — 4,7 %, англіканство — 3,1 %, інший протестантизм — 2,8 %), римо-католицтво — 33,1 %, індуїзм — 5,2 %, християнство — 4,1 %, свідки Єгови — 1,7 %, євангелізм — 1,4 %, іслам і юдаїзм — 1,1 %, буддизм, сікхізм і растафаріанство — 1,3 % , не сповідують жодної — 7,9 %, дані відсутні — 2,4 % (станом на 2011 рік).

## Охорона здоров'я
Смертність немовлят до 1 року, станом на 2012 рік, становила 9,05 ‰ (144-те місце у світі); хлопчиків — 9,84 ‰, дівчаток — 8,22 ‰.

### Захворювання
Станом на серпень 2016 року в країні були зареєстровані випадки зараження вірусом Зіка через укуси комарів Aedes, переливання крові, статевим шляхом, під час вагітності.
Кількість хворих на СНІД невідома, дані про відсоток інфікованого населення в репродуктивному віці 15—49 років відсутні. Дані про кількість смертей від цієї хвороби за 2014 рік відсутні.

## Соціально-економічне становище
Дані про розподіл доходів домогосподарств у країні й рівень безробіття відсутні.

### Трудові ресурси
Загальні трудові ресурси 2008 року становили 23,2 тис. осіб (210-те місце у світі). Зайнятість економічно активного населення у господарстві країни розподіляється таким чином: аграрне, лісове і рибне господарства — 1,1 %; промисловість і будівництво — 15,2 %; сфера послуг — 83,7 % (станом на 2008 рік). Безробіття 2012 року дорівнювало 12 % працездатного населення, 2008 року — 10,6 % (134-те місце у світі).

## Кримінал

### Торгівля людьми
Згідно зі щорічною доповіддю про торгівлю людьми (англ. Trafficking in Persons Report) Управління з моніторингу та боротьби з торгівлею людьми Державного департаменту США, уряд Сінт-Мартену докладає значних зусиль у боротьбі з явищем примусової праці, сексуальної експлуатації, незаконною торгівлею внутрішніми органами, але законодавство відповідає мінімальним вимогам американського закону 2000 року щодо захисту жертв (англ. Trafficking Victims Protection Act’s) не в повній мірі, країна перебуває у списку другого рівня.

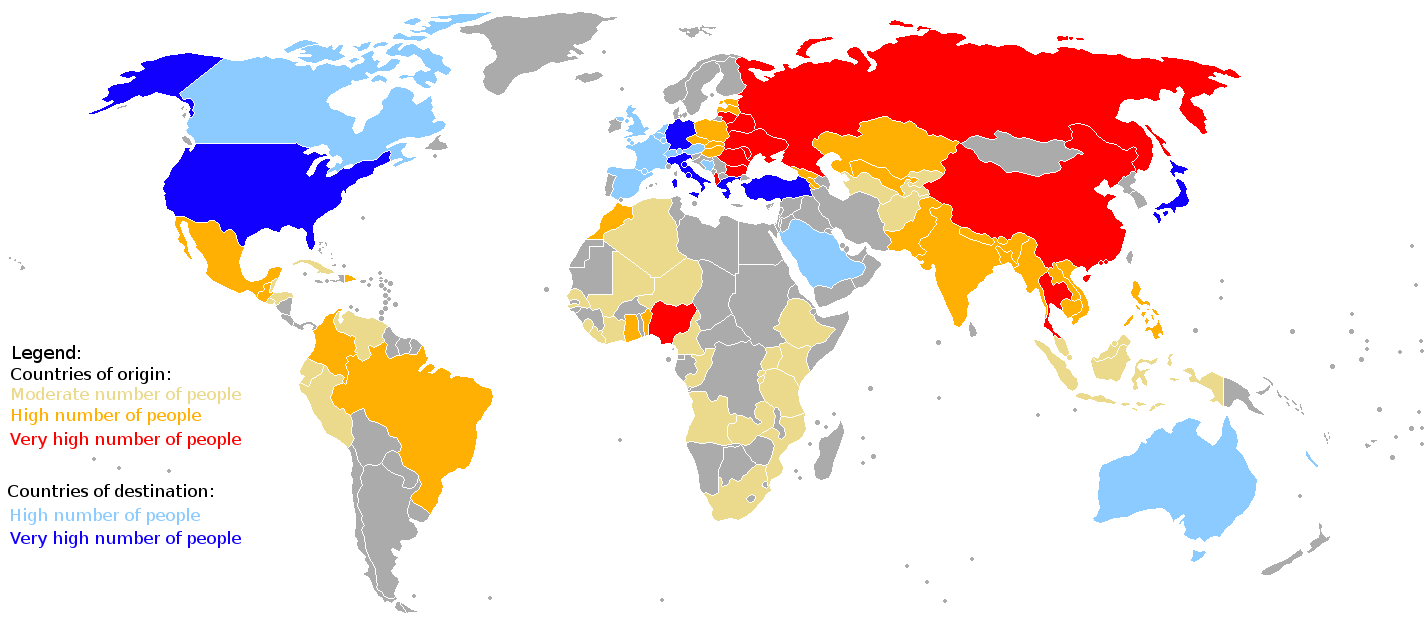
Країни-донори (червоний) і країни-реципієнти кримінальних потоків  (англ.)
Глобальна боротьба з торгівлею людьми (англ.)

## Гендерний стан
Статеве співвідношення (оцінка 2013 року):
- при народженні — 1,05 особи чоловічої статі на 1 особу жіночої;
- у віці до 14 років — 1,08 особи чоловічої статі на 1 особу жіночої;
- у віці 15—24 років — 0,96 особи чоловічої статі на 1 особу жіночої;
- у віці 25—54 років — 0,95 особи чоловічої статі на 1 особу жіночої;
- у віці 55—64 років — 0,94 особи чоловічої статі на 1 особу жіночої;
- у віці за 64 роки — 0,92 особи чоловічої статі на 1 особу жіночої;
- загалом — 0,97 особи чоловічої статі на 1 особу жіночої[1].

## Демографічні дослідження
Демографічні дослідження в країні ведуться рядом державних і наукових установ Нідерландів:

## Галерея

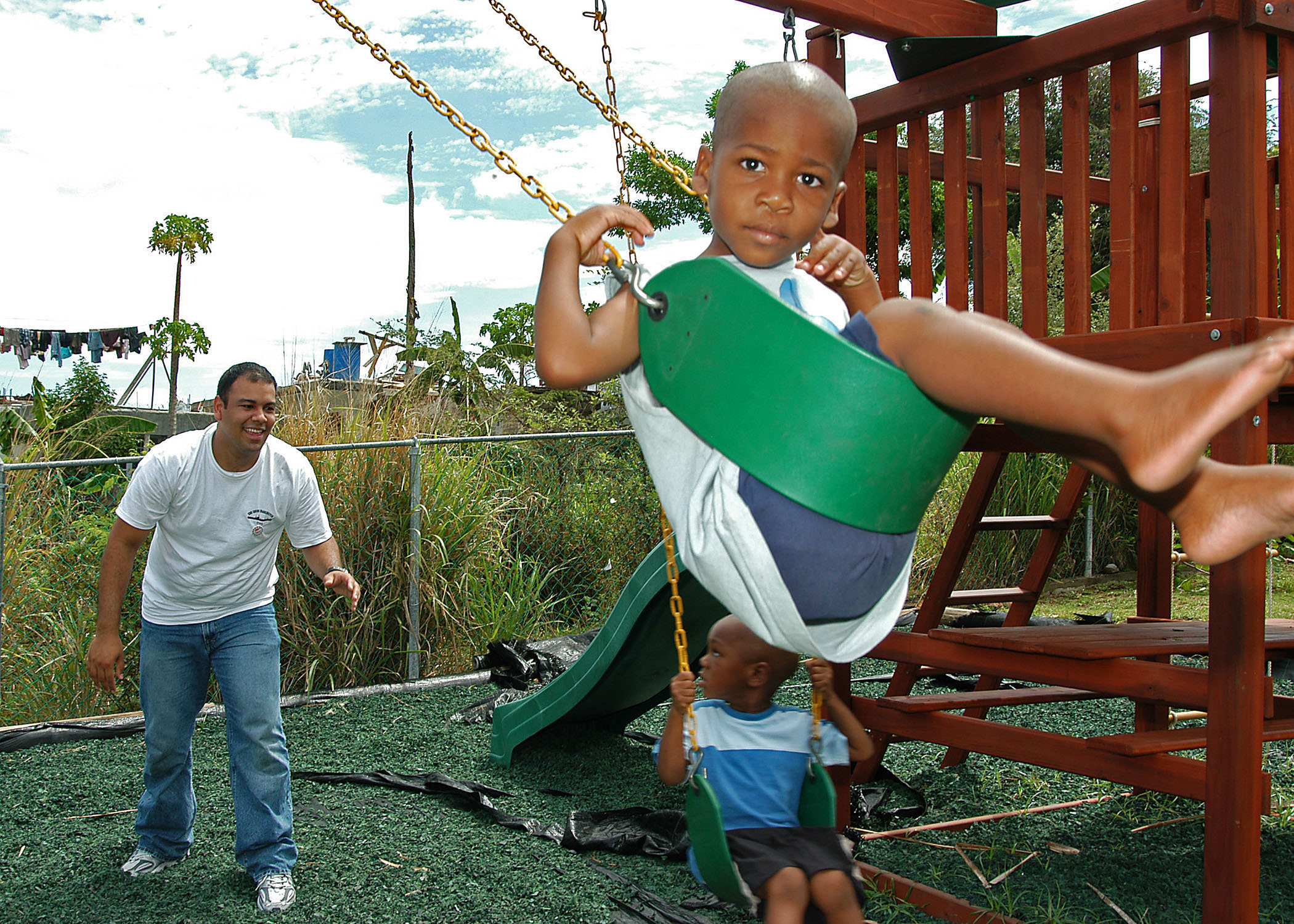
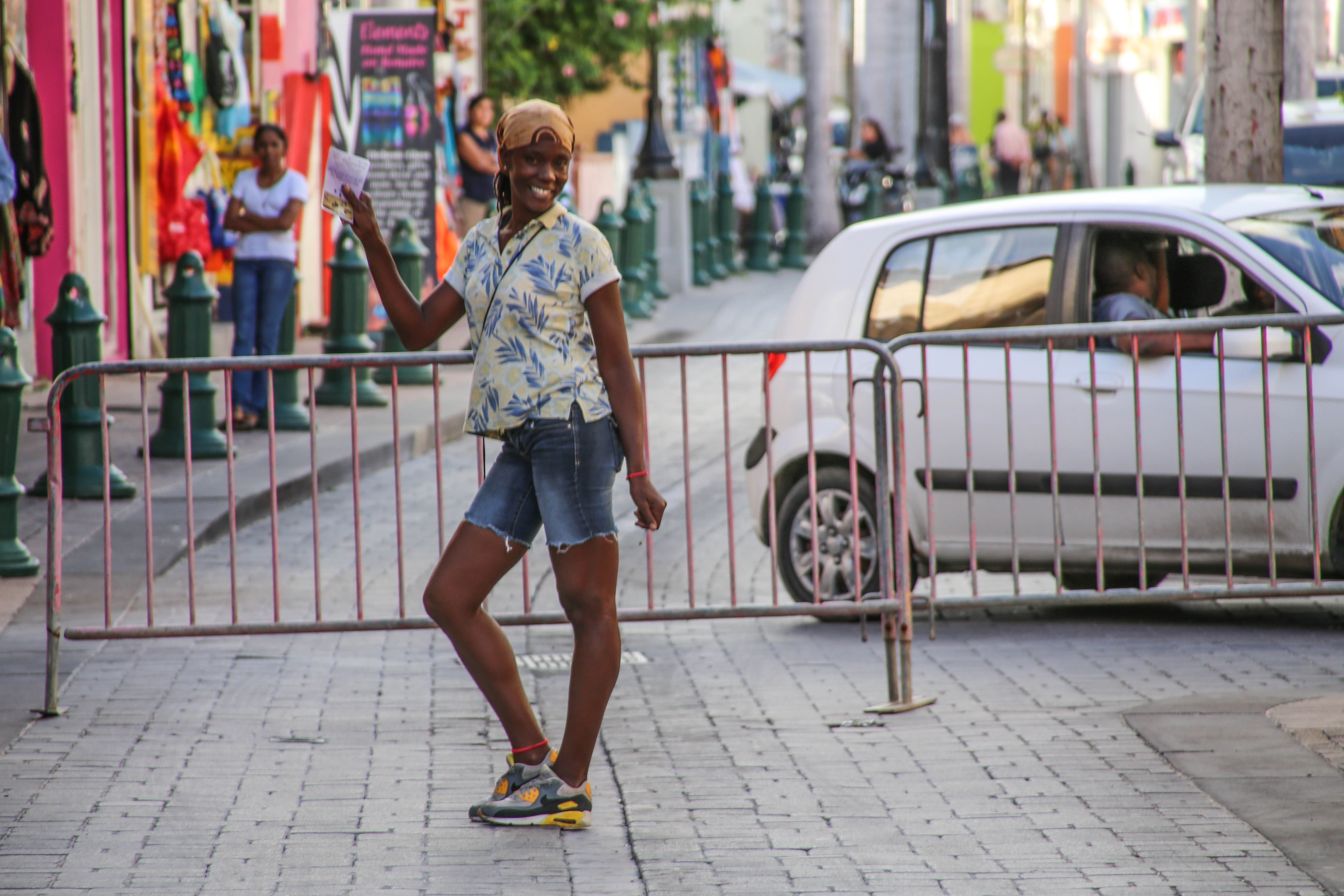
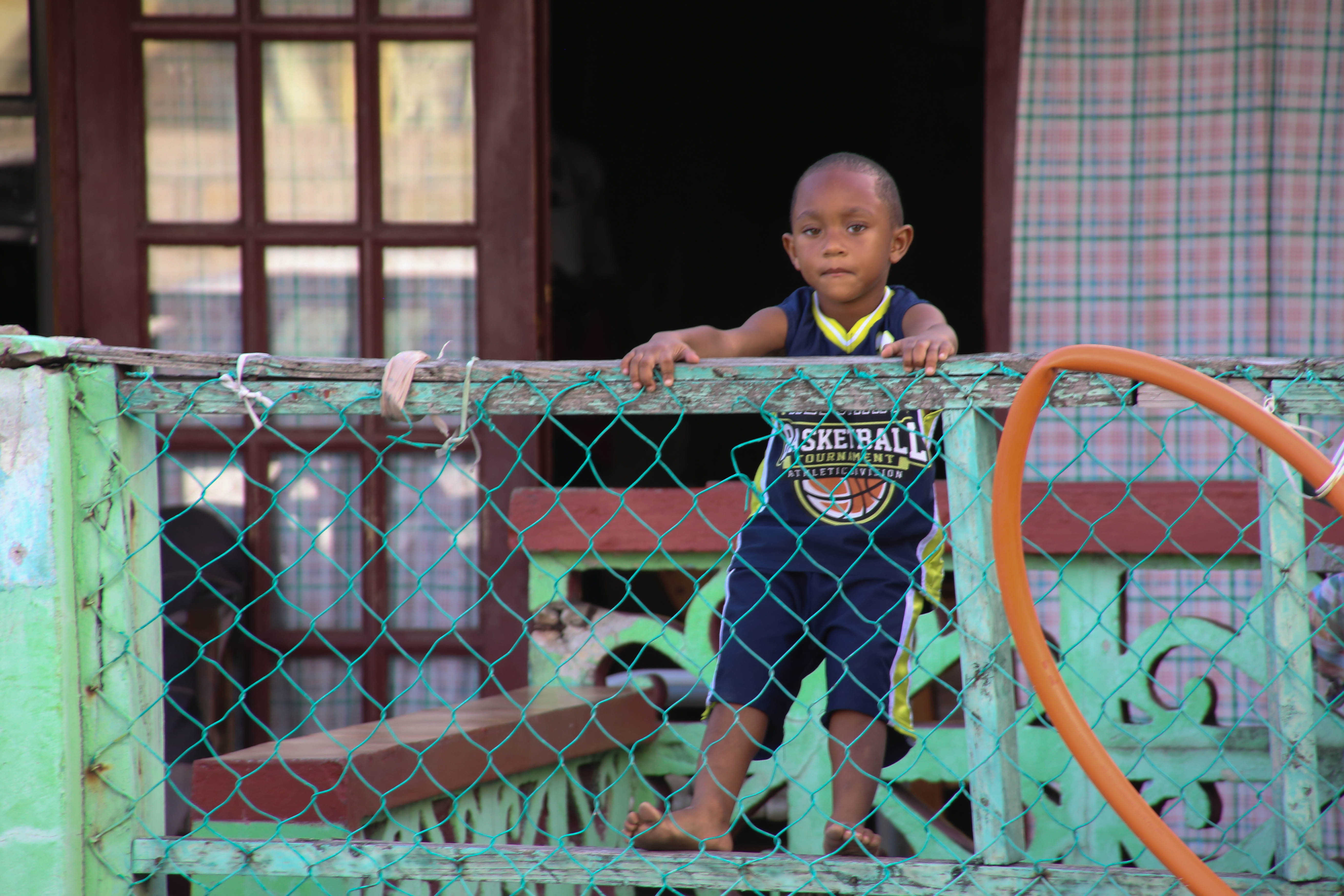
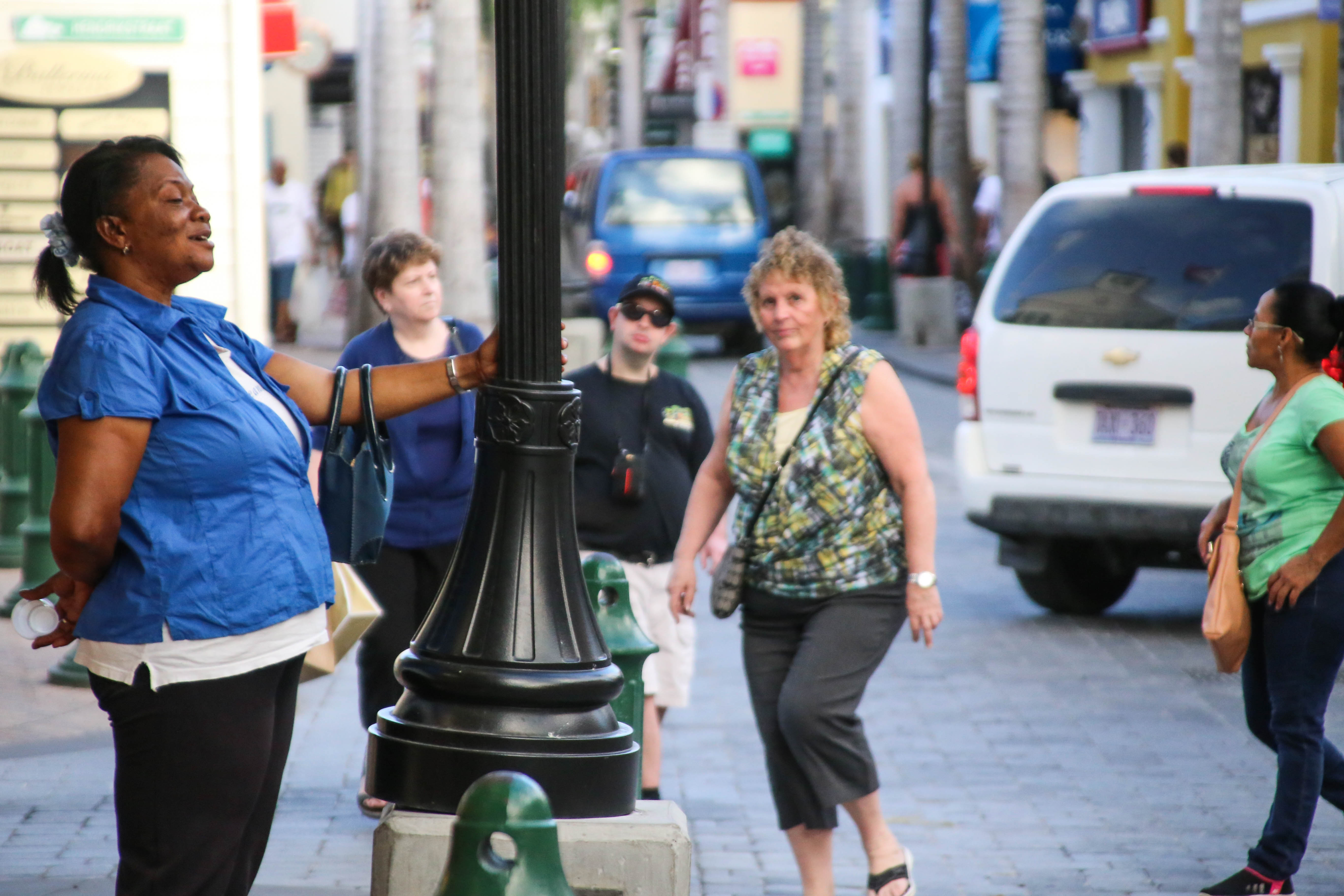

### Українською
- Атлас. 10-11 клас. Економічна і соціальна географія світу / упорядники :  О. Я. Скуратович, Н. І. Чанцева. — К. : ДНВП «Картографія», 2010. — ISBN 978-966-475-639-3.
- Атлас світу / голов. ред. І. С. Руденко ; зав. ред. В. В. Радченко ; відп. ред. О. В. Вакуленко. — К. : ДНВП «Картографія», 2005. — 336 с. — ISBN 9666315467.
- Безуглий В. В. Економічна і соціальна географія зарубіжних країн : Навчальний посібник. — К. : ВЦ «Академія», 2007. — 704 с. — ISBN 978-966-580-239-6.
- Безуглий В. В., Козинець С. В. Регіональна економічна і соціальна географія світу : Навчальний посібник. — видання 2-ге, доп., перероб. — К. : ВЦ «Академія», 2007. — 688 с. — ISBN 966-580-144-9.
- Головченко В. І., Кравчук О. Країнознавство: Азія, Африка, Латинська Америка, Австралія і Океанія. — К., 2006. — 335 с. — ISBN 966-8939-04-2.
- Гудзеляк І. І. Географія населення: Навчальний посібник / І. Гудзеляк. — Л. : Видавничий центр ЛНУ імені Івана Франка, 2008. — 232 с. — ISBN 978-966-613-599-8.
- Дахно І. І. Країни світу: Енциклопедичний довідник / І. І. Дахно, С. М. Тимофієв. — К. : Мапа, 2011. — 606 с. — (Бібліотека нового українця) — ISBN 978-966-8804-23-6.
- Дахно І. І. Економічна географія зарубіжних країн : навчальний посібник. — К. : Центр учбової літератури, 2014. — 319 с. — ISBN 978-611-01-0682-5.
- Джаман В. О. Регіональні системи розселення: демографічні аспекти. — Чернівці : Рута, 2003. — 392 с. — ISBN 9665685988.
- Дорошенко Л. С. Демографія: Навчальний посібник. — К. : МАУП, 2005. — 112 с. — ISBN 966-608-442-2.
- Дубович І. А. Країнознавчий словник-довідник. — 5-те вид., перероб. і доп. — К. : Знання, 2008. — 839 с. — ISBN 978-966-346-330-8.
- Економічна і соціальна географія країн світу. Навчальний посібник / За ред. Кузика С. П. — Л. : Світ, 2002. — 672 с. — ISBN 966-603-178-7.
- Загальна медична географія світу / В. О. Шевченко [та ін.] — К. : [б.в.], 1998. — 178 с.
- Книш М. М., Мамчур О. І. Регіональна економічна і соціальна географія світу (Латинська Америка та Карибські країни, Африка, Азія, Океанія) : навч. посіб. — Л. : ЛНУ ім. Івана Франка, 2013. — 368 с. — ISBN 978-617-10-0007-0.
- Крисаченко В. С. Динаміка населення: Популяційні, етнічні та глобальні виміри. — К. : Видавництво Національного інституту стратегічних досліджень, 2005. — 368 с. — ISBN 966-554-083-1.
- Кузик С. П., Книш М. М. Економічна і соціальна географія країн Америки : навч. посіб. — Л. : ЛНУ ім. Івана Франка, 1999. — 299 с. — ISBN 966-613-026-2.
- Любіцева О. О., Мезенцев К. В., Павлов С. В. Географія релігій. — К. : АртЕК, 1999. — 504 с. — ISBN 966-505-006-0.
- Масляк П. О. Країнознавство. — К. : Знання, 2007. — 292 с. — (Вища освіта XXI століття)
- Масляк П. О., Дахно І. І. Економічна і соціальна географія світу / П. О. Масляк, І. І. Дахно ; за ред. П. О. Масляка. — К. : Вежа, 2003. — 280 с. — ISBN 966-7091-53-8.

### Російською
- (рос.) Антильские острова (Нидерландские) // Демографический энциклопедический словарь / главн. ред. Валентей Д. И. — М. : Советская энциклопедия, 1985. — 608 с.
- (рос.) Антильские острова (Нидерландские) // Латинская Америка. Энциклопедический справочник [в 2-х тт.] / Главный редактор В. В. Вольский. — М. : Советская энциклопедия, 1982. — Т. 2. К-Я. — 656 с.
- (рос.) Антильские острова (Нидерландские) // Страны и народы. Америка. Общий обзор Латинской Америки. Средняя Америка / Редкол. : отв. ред. В. В. Вольский, Я. Г. Машбиц и др. — М. : «Мысль», 1981. — 333 с. — (Страны и народы) — 180 тис. прим.
- (рос.) Атлас народов мира / Отв. ред. С. И. Брук и В. С. Апенченко. — М. : ГУГК ГГК СССР и Институт этнографии им. Н. Н. Миклухо-Маклая АН СССР, 1964. — 185 с. — 20 тис. прим.
- (рос.) Численность и расселение народов мира. Этнографические очерки / под ред. С. И. Брука. — М. : Издательство АН СССР, 1962. — 487 с.
- (рос.) Лаппо Г. М. География городов: Учебное пособие для географических факультетов вузов. — М. : Туманит, изд. центр ВЛАДОС, 1997. — 476 с. — ISBN 5-691-00047-0.
- (рос.) Ягельский А. География населения. — М. : Прогресс, 1980. — 383 с.